# Lineage II
Lineage II: The Chaotic Chronicle (на корейски 리니지 2) е корейска фентъзи масова многопотребителска ролева компютърна игра (MMORPG), чиято първа версия е издадена на 1 октомври 2003 г. Към март 2007 г. има над 1 млн. потребители.

## Геймплей
Първото нещо, което трябва да направи играчът, когато започне да играе Lineage II е да създаде своя първи герой. Първо играчът избира своята раса, след което персонализира своя герой и му дава име. Геймплеят предлага много опции за персонализиране на виртуалния герой като например може да му изберете прическа, смяна на цвета на косата, изражение на лицето, пол и други.
Всяка раса започва своята игра в храм на различно място (например: хората започват в „Talking island“, а тъмните елфи в „The Shilen Temple“). Играчът може да избира между два типа герои – боец или магьосник, като своя начална професия, с изключение на две раси – джуджета и камаел, които могат да бъдат единствено бойци.

### Битки
Битките са неразделна част от геймплея на Lineage II. Битката е основният показател на прогреса на играча в играта. В някои битки героят се бори срещу различни видове чудовища. Чудовищата могат да бъдат открити извън градовете, на ловните полета или в подземията (dungeons). Когато се премести мишката върху някое чудовище, курсорът на мишката се променя от показалец на меч. За да се атакува чудовището трябва да се посочи с мишката, да се натисне лявото копче върху него – така то се превръща в цел.
Когато се посочи чудовище с мишката се отваря целеви прозорец, показващ името на чудовището в определен цвят според неговата сила и неговата кръв. Някои чудовища не са агресивни и не нападат, освен ако не са нападнати, докато други
чудовища нападат още щом се приближи героя.
Цветът на името на чудовището в целевия прозорец подсказва силата и колко трудна ще е битката между това чудовище и героя. Цветовете и техните нива на трудност
са:
- Син (много слаб)
- Светлосин
- Зелен
- Бял (на твоето ниво)
- Жълт
- Розов
- Червен (много силен)

Когато героят е нападнат, неговата кръв (HP) намалява. Защитата (DEF) на героя определя как той понася атаки – колкото повече защита има толкова по-малко щети (damage) получава. За да се възстанови кръвта, може да се консумират лечебни еликсири (health potions), а ако е магьосник може да се използва възстановяващо заклинание. Кръвта също така се възстановява и сама, като това става по-бързо, когато героят е клекнал.
За да се надделее в битка, трябва да се използват умения (skills). Използването на умения изразходва манна точките (MP), затова трябва да са достатъчно преди нападение.
Когато героят победи чудовище получава XP и SP, които помагат да се достигне до по-високи нива.
Освен срещу чудовища, битки могат да бъдат водени и срещу играчи. Такива битки се наричат „играч срещу играч“ (Player Versus Player или накратко PVP). Lineage
II е силно ориентирана към този вид битки и ги насърчава по много начини, но не задължава никой да участва в тях, ако не иска. Системата на играта предпазва от злонамерени играчи, които непрестанно убиват героя без дори да са ударени. За да се атакува друг играч се натиска и задържа бутон „Ctrl“ и дясното копче върху играта.

### Смърт
Ако героят умре в битка, има опция да се възкреси в най-близкото село. Алтернативата е друг играч да го възкреси с възкресителен scroll или заклинание. Възкресяването в най-близкото село струва малка част от натрувания опит (XP), която се увеличава колкото по-голямо е нивото на героя. Възкресяването чрез възкресително заклинание или scroll също струва част от натрупания опит.

### Умения (Skills)
За по-добро справяне в битки и по-лесно събиране на XP трябва да се използват уменията на героя. В началото на играта героят има много малко умения, но броят и силата на уменията тепърва ще нараства с нарастването на нивото (level).
Може да се провери с какви умения разполага героят чрез прозореца за умения,
който се отваря с комбинация „Alt“+K. Уменията са активни и пасивни.
Пасивните умения влияят на героя през цялото време, докато активните умения
могат да бъдат активирани по команда. В прозореца „Learn Skills“ има списък на всички умения, който можете да се научат сега и в бъдеще на по-високи нива. Когато се достигне до ниво, на което може да се научи ново умение, на екрана се
появява икона на книга, от която се отваря „Learn Skills“, откъдето може да се
научи новото умение. Всяко научено ново умение или ъпгрейд на съществуващо
вече умение се заплаща чрез SP (Skill Points). Някои умения освен SP изискват и специални книги.
Има различни видове умения. Типът на героя зависи от неговия клас и ниво. Някои видове
умения са:
- Toggle skills – това са self-умения,

като например бъфове, които увеличават дадена статистика на героя (например защита, атака). Тези умения могат да се включват и изключват по всяко време. Докато такова умение е включено то консумира манна или кръв от героя през цялото време.
- Weaken skills (отслабващи умения) – могат

да бъдат приложени върху чудовища или друг играч. Ефектът на този вид умения може да отслабва защитата на противника, да източва кръв и много други.
- Item skills – това са умения, придобити от снаряжението. Например ако героят има шапка с умение телепортиране, той ще разполага с това умение, само когато сложи шапката.

Колкото по-високо ниво е героят, толкова повече нови умения ще има и ще може да ъпгрейдва старите, вече научени такива. На по-големи нива уменията консумират повече мана, но това се компенсира от това, че когато героят качи по-голямо ниво то той разполага с повече манна.
В по-късен етап от играта на по-високи нива може да се подобряват уменията и с „enchant“.

### Бъфове
Бъфовете са специални заклинания, които влияят положително на героя и му дават
възможността да бъде по-силен и да се сражава по-продължително. Бъфовете, които
дават отрицателен ефект, се наричат дебъфове. Може да се получат бъфове ако
героят разполага със специални умения за бъф, също така може да получи бъф и от
друг играч или NPC (Non-Playable
Character).
Някои бъфове идват под формата на билка (herb). Чудовища от всяко бойно поле с изключение на подземията (dungeons)
понякога пускат билка, която временно осигурява даден бъф с максимално времетраене от 5 минути. Билките изглеждат като вази и урни с различни цветове.
За да се получи бъф от NPC посетете „Newbie
Guide“, който можете да се открие в почти всеки град, и натиснете „receive supplemental magic buffs“.

### Снаряжения
Много от снаряженията в Lineage II имат
различни нива, познати като клас/грейд (grades), които определят на кое ниво с какво снаряжение да екипирате своя персонаж. Достигайки определени нива класът на снаряжението се променя. За да се екипира с дадена броня или оръжие героят, нивото му трябва да бъде в определен диапазон, както следва:
- No Grade: Level 1 – 19
- D Grade: Level 20 – 39
- C Grade: Level 40 – 51
- B Grade: Level 52 – 60
- A Grade: Level 61 – 75
- S Grade: Level 76 – 79
- S80 Grade: Level 80 – 84
- R Grade: Level 85 – 94
- R95 Grade: Level 95 – 98
- R99 Grade: Level 99

Героят трябва да е екипиран с брони и оръжие, подходящо за неговото ниво. Ако се използва оръжие или броня от по-висок клас от този на героя, той ще бъде наказан чрез намаляване на скоростта и понижаване на силата на атаката му. Ако се ползва снаряжение с клас по-нисък от този на
героя, тогава той няма да се възползва от преимуществата, които му дава подходящото снаряжение.
За да се екипира с броня, оръжие или аксесоар, се отваря инвентара на героя („Tab“ или „Alt“+V) и се натиска дясното копче на мишката върху желания предмет.
Може да се подобри статистиката и силата на оръжие, броня или аксесоар чрез „enchant scrolls“, като например „Scroll: Enchant Weapon“ или „Scroll: Enchant Armor“. Тези свитъци също като героя са зависими от класа оръжие.

### Злато
Валутата в Lineage II е под формата на злато, наречено „адена“ (adena). Когато
се убиват чудовища, на земята пада адена, която може да се събере. Също така
адена може да се получи като награда за успешно завършване на задачи (quests). Чрез инвентара може да се следи с колко адена разполагате по всяко време.

### Soulshots / Spiritshots (шотове)
Soulshots и Spiritshots са елементи, които незабавно увеличават силата на атака и магическите умения.
Soulshots увеличават физическата атака на персонажа и са подходящи за бойни
персонажи (fighters).
Spiritshots и Blessed Spiritshots увеличават мощността на магическите атаки и са подходящи за мистични персонажи (mystics), които използват заклинания.
С всеки удар на оръжието или заклинание се изразходва определен брой spiritshot или soulshot. Колкото по-висок клас е оръжието, толкова по-малка консумация ще има то. Може да се настрои шотовете да се активират автоматично, като се поставят в лентата за бърз достъп и се натисне десен бутон на мишката върху тях. Когато има отразяваща анимация върху тях значи успешно е активиран автоматичен режим.
Има различни видове шотове според класа оръжие. Оръжието може да използва шотове единствено ако са подходящи за неговия клас. Например оръжие за боец „A Grade“ ще може да използва „Soulshots: A Grade“. Шотовете могат да бъдат закупени в играта от магазините в града или чрез крафт.

### Жизненост и опит (XP)
Героят може да получи точки опит (XP) и точки за умения (SP) чрез успешно завършване на куестове и побеждаване на чудовища. В долната част на екрана има XP бар. Когато се трупат точки опит този бар се запълва от ляво надясно. След като лентата на XP е пълна, нивото на героя се покачва.
Жизненост (Vitality) е система, която позволява на героя да получава повече опит и точки умения в битки с чудовища, както и по-добра награда от тях. Ако героят разполага с Pet или Servitor, то той също получава облага от жизнеността. Когато тя спадне до 0, тогава се получават по-малко точки опит и точки умения, както и по-малко злато от чудовищата.
Всеки от персонажите независимо дали е Dual Class, Main или Subclass, разполага със свой собствен Vitality pool. Жизнеността (Vitality) се възстановява веднъж седмично. (Това съвпада с редовна поддръжка по разписание на сървъра, но възстановяването на жизнеността не зависи от поддържането на
сървъра).

### 'Non-Playable Characters (NPCs)
Non-Playable Characters или накратко NPC са
персонажи, които се контролират от играта, а не от други играчи на Lineage
II. NPC-та са ангажирани предимно
в даването на куестове, покупка и продажба на книги, брони и оръжия, както и
предоставяне на съвети на играчите.

### Полезни NPC-та в градовете
- Newbie Guides и Adventurers’ Guides – даряват новодошлите играчи до 76-о ниво с бъфове.
- Gatekeepers – разрешават на персонажа да се телепортира в различни градове и бойни

полета. Телепортите са безплатни за всички герои до ниво 40.
- Dimensional Merchants – предлагат

разнообразие от редки елементи в замяна на други елементи. Също така предлагат трансфер на елементи от един персонаж в друг персонаж от същия акаунт, както и трансфер на елемент от Web Store към персонажа.
- Warehouse Managers – складови

мениджъри, които дават достъп до личен склад. Складът е като втори инвентар, където може да се оставят елементите, които не са нужни през цялото време.
- Grocers, blacksmiths, weapon and armor merchants, accessory merchants и други вендори могат да бъдат открити в

градовете. Вендорите продават елементи в зависимост от тяхната титла. Те също така
могат да купуват от играчите.

### Задачи (Куестове)
Куестовете са интерактивни истории, които възнаграждават героя за завършване на определени задачи.
Куестовете обикновено се възлагат от NPC. NPC с икона на червен или син свитък над главата си предлагат куестове, които имате право да започнете. Куестовете, обозначени с червен свитък са еднократни (one-time only) куестове, а куестовете със син свитък са повтарящи се (repeatable). За да
получите куест, говорете с NPC и натиснете бутона „Quest“, след което след кратък диалог трябва да приемете задачата. NPC-то ще каже какво трябва да направите и
къде да го търсите или поне ще даде напътствие как да се завърши задачата.
Също така можете да проверите детайлите за възложената задача чрез „Alt“+Q.
В зависимост от куеста може да се получават елементи, които да доказват свършената задача. Елементите от куестовете автоматично отиват в инвентара в раздел „Quest items“. Има звуков ефект всеки път, когато се получава елемент от куест.

### Парти
Героят може да започне битка с по-силно чудовище и в зони с по-висока трудност, както и да получава повече опит, като се включи в парти заедно с други герои в група, наречена парти. Различните класове в Lineage II дават различна роля на всеки герой в партито.
Докато е в парти, групата получава повече опит по време на битка, отколкото
когато героят е сам. Колкото повече играчи са събрани в група, толкова повече
опит точки бонус получава групата. За да се покани герой в парти, се пише в чата
/invite и името на героя.

### Кланове
Клан е група от Lineage II играчи, които се стремят да си помагат един на друг на регулярна основа. Членовете на клана могат да разговарят помежду си чрез свой собствен чат прозорец, могат да организират битки срещу райд босове, кланове и много други. Всеки герой над ниво 10 може да
създаде свой собствен клан, като разговаря с NPC във всяко село, което може да бъде ръководено от клан – High Priests, Grand Masters, High Generals и други.

## Lineage II: Раси и класове
Трябва да се отбележи, че въпреки че различните класове имат своите предимства и недостатъци обикновено има баланс между тях. Това означава, че няма клас, който да е по-добър от друг, вместо това те се специализират в различни неща. Така че при
избора клас / раса трябва да намерите това, което подхожда на Вашия стил на игра и това, което би било най-добре за Вас, което
означава по-специално: какво Ви харесва да играете за дълго време.
Имената в скобите са новите имена на класовете, които героите получават от C4 след третата професия, която може да се
постигне на ниво 76.

### Човек (Human)
Хората имат добре балансирани статистики, както и са най-специализираните класове от всички раси, а също така и имат най-голям брой класове, от които да избирате.

### Елф
Елфите са ограничени до светлинна магия и са малко към отбранителните класове. Техните бойци имат най-висока сръчност (DEX) (attack speed, criticals, accuracy, evasion, running speed) и техните мистици имат най-висок WIT.(Casting speed, mag. Critical, hold and curse resistance). Бойците на светлите елфи, особено Swordsinger-ите имат голямоколичество селфбъфове (това са бъфове, които не може да се дават на другите), което ги прави подходящ избор за соло игра.

### Тъмен елф (Dark Elf)
Тъмните елфи имат много интересна „черна магия“ в техните умения, като например „Drain Health“. Техните бойци имат най-висока физическа атака, а мистиците им имат най-високата магическа атака.

### Орки
Орките имат само четири класа, добри статистики за техните бойци и несравними шамани. Техните бойци се отличават с голямо количество HP, HR Regeneration, Load, Shock and Bleed Resistance, а техните мистици разполагат с
най-голямо количество манна, регенерация на манната и магическа защита.

### Джудже (Dwarf)
Джуджетата.имат смао два класа бойци – един за изработване (крафт) и един за получаване на материали (спойл). Докато техните бойни умения не са особено вълнуващи, те са
много практични – те могат добре да боравят с Blunt и Polearm, да стънтват, да държат особено голямо количество предмети в инвентара и склада си, възстановяват се много бързо, докато са клекнали, и обикновено са по-богати от другите раси. Джуджетата нямат мистици.

### Ertheia
Ertheia се различава от другите раси в света на Lineage II. Ertheia може да бъде създадена само в женски образ. Ertheia завършва своите първи три професии на 40, 76 и 85 ниво. Когато премине първата си професия на ниво 40 ще може да използва „Alchemy“ умения, които позволяват да създава предмети или да ги трансформира от едни предмети в други. Ertheia магьосниците не могат да се екипират с щит или магически знак (sigil). Не поддържа подкласове, следователно не може да изучава subclass умения. Останалите раси не могат да посочат Ertheia като dualclass.

## Видове класове

### Бойци / Войни

#### Отбранителни бойци (Defensive Warriors)
Това са така наречените танкове – отбранителни войни, специализират се в тежки доспехи и щит, и във фокусирането на атаките срещу тях.
- Paladin (Phoenix Knight) – Човек
- Dark Avenger (Hell Knight) – Човек
- Temple Knight (Eva’s Templar) – Елф
- Shillien Knight (Shillien Templar) – Тъмен елф

#### Основни бойци (General Warriors)
Това са другите воини, които не се вписват в категорията на отбранителните, атакуващите или съпорт бойците. Гладиаторите и Разрушителите са много добри както в атака, така и в защита. Warlords са напълно специализирани в използването на polearm. И джуджета не са най-великите воини, но изпълняват други важни функции на класа си, които ги правят незаменими.
- Gladiator (Duelist) – Човек
- Destroyer (Titan) – Орк
- Warlord (Dreadnought) – Човек
- Warsmith

(Maestro) – Джудже
- Bounty Hunter (Fortune Seeker) – Джудже

#### Подкрепящи войни (Support Warriors)
Предлагат групови бъфове, но сами по себе си имат всички черти на бойци.
- Swordsinger (Sword Muse) – Елф
- Bladedancer (Spectral Dancer) – Тъмен елф

#### Нападателни бойци (Offensive Warriors)
Само с лека броня, но в състояние да раздадат безразборно масивни щети.
- Treasure Hunter (Adventurer) – Човек
- Plainswalker (Wind Rider) – Елф
- Abyss Walker (Ghost Hunter) – Тъмен елф
- Tyrant (Grand Khavatari) – Орк

#### Стрелци / Archers
Отдалечените атаки са едни от най-силните атаки още от самото начало на играта, затова те изискват и огромно количество ресурси (Soulshot и spiritshot едновременно).
- Hawkeye (Sagittarius) – Човек
- Silver Ranger (Moonlight Sentinel) – Елф
- Phantom Ranger (Ghost Sentinel) – Тъмен елф

### Магьосници (Mystics)

#### Нукери (Nukers)
Тези магьосници могат да нанесат огромно количество щети чрез техните магии. Също
така те имат масови магии и различни групови ефекти. Специален случай е Necromancer, който е напълно специализиран в дебъфовете, но също така разполага и с едни от най-силните Nuker магии, както и чудовища за призоваване и Transfer Pain, което го прави хибрид между магьосник и Summoner.
- Sorcerer (Archmage) – Човек
- Necromancer (Soultaker) – Човек
- Spellsinger (Mystic Muse) – Елф
- Spellhowler (Storm Screamer) – Тъмен елф

#### Summoners
Съмонерите оставят тяхното призовано чудовище да върши цялата работа и го подкрепят с техните бъфове и възстановяващи магии.
- Warlock (Arcana Lord) – Човек
- Elemental

Summoner (Elemental Master) – Елф
- Phantom Summoner (Spectral Master) – Тъмен елф

#### Бъфери (Buffers)
Бъферите увеличават статистиките на останалите играчи, което обяснява защо всички обичат да бъдат в парти с тях. Също така те разполагат с малко повече нападателни умения, отколкото лечителите. Благодарение на техните бъфове те могат да се справят много добре дори и сами.
- Prophet (Hierophant) – Човек
- Overlord (Dominator) – Орк
- Warcryer (Doomcryer) – Орк

#### Лечители (Healers)
В сравнение с бъферите, лечителите предлагат много повече и по-продължително лечение. Също така тези класове имат някои много хубави бъфове, освен Bishop, който е напълно специализиран в лекуването и се отличава с най-доброто лечение, възстановяване и възкресение.
- Bishop (Cardinal) – Човек
- (Elven) Elder (Eva’s Saint) – Елф
- Shillien Elder (Shillien Saint) – Тъмен елф

## Актуални хроники
Lineage II има няколко излезли хроники: The Chaotic Chronicles, The Chaotic Throne, Goddess of Destruction и Epic Tale of Aden.

### Saga I: The Chaotic Chronicle

#### Chronicle 1: Harbingers of War
Включва: 1. Нови територии; 2. Обсада на замък; 3. Нови скилове; 4. Система за максимален товар на инвентара; 5. Antharas и Land Dragon; 6. Нови чудовища; 7. Нови брони и оръжия; 8. Нови куестове; 9. Clan Halls; 10. Призоваване на любимец; 11. Кланове и съюзи; 12. Нови музики и звуци.

#### Chronicle 2: Age of Splendor –
1. Разширени територии; 2. Промени в обсадата на замък; 3. Добавени са мини игри; 4. Нови умения и деиствия; 5. Нови чудовища; 6. Нови брони и оръжия; 7. Нови куестове; Макрос система.

#### Chronicle 3: Rise of Darkness –
1. Седемте печата; 2. Боева система; 3. Нови умения; 4. Нови брони и оръжия; 5. Village NPC's; 6. Subclass система; 7. Нови бонуси за играчите.

#### Chronicle 4: Scions of Destiny –
1. Noblesse; 2. Герои и олимпиада; 3. Добавена е трета професия; 4. Valakas the Fire Dragon; 5. Нови градове – Goddard и Rune; 6. Система за ловене на риба; 7. Война между клановете; 8. Промяна в обсадата на замък; 9. Festival of
darkness.

#### Chronicle 5: Oath of Blood –
1. Максималното ниво от 78 става на 80; 2. Gatekeepers; 3. Нови територии в Rune и
Schuttgart.

#### Interlude (Chronicle 6 / Throne 0) –
1. Система за подсилване на оръжието; 2. Нова зона – Primeval Isle; 3. Временни оръжия (Shadow weapons); 4. Прокълнат меч – Akamanah; 5. Команден канал.

### Saga II: The Chaotic Throne

#### The 1st Throne: The Kamael –
1. Нова раса – Камаел; 2. Трансформации; 3. Attribute system; 4. Нови зони; 5. Система за търг; 6. Нови замъци и крепости.

#### Chaotic Throne 2.1: Gracia Part 1 –
1. Система за жизненост (VP); 2. Нови зони; 3. Промяна в PvP системата.

#### Chaotic Throne 2.2: Gracia Part 2 –
1. Нови зони – Kamaloka; Pailaka; Kratei's Cube.

#### Chaotic Throne 2.3: Gracia Final –
1. Завоюване на нови територии; 2. Система за летене; 3. Нова зона – Fantasy isle.

#### Chaotic Throne 2.4: Gracia Epilogue –
1. Система за изпращане на писма; 2. Система за подсилване на уменията (Skill Enchanting); 3. Нови зони

#### Chaotic Throne 2.5: Freya –
1. Нов рейд бос на име Freya; 2. Промяна в системата за PvP; 3. Препоръчваща система.

#### Chaotic Throne 2.6: High Five –
1. Подобрения в системата за олимпиада; 2. EXP бонус за партита; 3. Подобрения в системата за рожден ден; 4. Промяна в
атмосферата на играта.

### Saga III: Goddess of Destruction
Версията „Богинята на разрухата“
(Goddess of Destruction) е съживена с различни промени, въведени с тази версия през 2012 година, най-важната промяна е, че играта става напълно безплатна. Богинята на разрухата осигурява всички необходими
инструменти, от които играчът се нуждае за да се придвижва до висините на
властта и извън нея.
Следвайки „Пътят на пробуждането“ (Path of Awakening) от самото начало, играчът
изживява бърза прогресия през трите класови тренсфера по пътя към съдбата си.
На ниво 85 всеки играч има възможност да се пробуди като един от 37-те уникални класа, добивайки опит и поемайки към нови предизвикателства.

#### История
Светът на Lineage II е разкъсан от войната на два контитента, където доверието и предателството се сблъскват като три кралства, съревноваващи се за власт. Тези кралства споделят един и същи деликатен баланс на властта, въпреки това в рамките на всяко едно кралство те са уязвими от вътрешни конфликти, като всяко имение има силно желяние за самоуправление. Играчите играят важна.роля в управлението на този едновременно брутален и красив свят, изпълнен с магически зверове, мащабни конфликти, завлядяване на територии и враждуващи кланове. Заради силния акцент върху PvP може да се открият предизвикателства зад всеки ъгъл в Lineage II, но най-важно преди всичко е да оцелееш. Играта гласи „Изгради свой герой и получи достатъчно сила, чрез която да наложиш
своята воля над царството. Сграбчи съдбата си и позволи на своята собствена ръка да напише историята на този свят!“.
1. Промяна на максималното ниво от 85 на 99; 2. Осем нови класове (Sigel Knight; Tyrr Warrior; Othell Rogue; Yul Archer; Feoh Wizard; Wynn Summoner; Iss Enchanter;
Aeore Healer); 3. Десетки нови зони и Райд босове; 4. Нова история богата на
съдържание.

#### Chapter 1.5 – Harmony
Този ъпдейт облекчава пътя на играча от 76
до 85 ниво. „Harmony“ предоставя както много нови куестове и кампании, така и цялостно подобрена игрова система, която засяга всички нива и включва много нови приключения из земите на Аден.

#### Chapter 2 – Tauti
Tauti носи много подобрения и нови дейности. Добавена е нова местност – Seed of Hellfire,.която е дом на новия смъртоносен рейд бос на име Tauti. Guillotine Fortress става зона, подходяща за герои ниво 95 и по-високо. Замъците са разделени на два типа – замък на светлината и замък на тъмнината.

#### Chapter 2.5 – Glory Days
„Славни дни“ е ъпдейт към Lineage 2: Goddess of Destruction, който съчетава
популярните елементи на миналото и подобрява новостите, като проправя път към
светло и вълнуващо бъдеще на героите. Разработен съвместно с играчите, този
ъпдейт носи много нови приключения, мистериозни територии и много други.

#### Chapter 3 – Lindvior
„Ветровете на разрухата са над нас. Lindvior, властелинът на западните ветрове
е изпратен да унищожи бариерата, която
предпазва Аден. Дойде време Lindvior да бъде спрян и Аден да бъде защитен.“
Този ъпдейт носи множество промени в Lineage 2: Goddess of Destruction, включително подобрения на всички класове, нови зони, промени в клан системата и много
други!

#### Chapter 3.5 – Valiance (за Северна Америка)
„ Shilen спря да напада света на Аден, но злото никога не спи! В привидното затишие пред буря, в място наречено Hellbound се появяват врагове от миналото, които имат за цел да всеят хаос и разруха в света на Аден.“
Vallice носи много промени,
включително промени по цяластната система на играта, нови зони и райд босове.

### Saga IV: Epic Tale of Aden

#### Chapter 1
Strangers from another Dimension – Ertheia – Добавена е нова раса на име
Ertheia. Ertheia може да бъде както боец, така и хибрид между магьосник и боец.

#### Chapter 1.1
Wind of Change (само за Kорея)

## Lineage II: PTS legacy сървъри и Java разработки върху играта
Lineage II е игра, разработвана оригинално от NCSoft, но също има безплатни тест сървъри за играта. По-голямата част от безплатните тест сървъри са емулирани на Java и идват от ръчно направен сорс код за Java. Има и екстенднати чрез NCSoft тест сървъри т.нар. PTS сървъри, които имат 100% официален контент.

### PTS сървъри на Lineage II